# Glen Island (England)
Glen Island ist eine Insel in der Themse am nördlichen Ende des Jubilee River, am Boulter’s Lock bei Maidenhead.
Das Grade II denkmalgeschützte Glen Island House, war ein herrschaftliches Haus am Fluss, das nun die Büros einer Papierfabrik beherbergt. Es wurde 1869 für Lt. Gen. Sir Roger William Henry Palmer, einen irischen Gutsbesitzer, der an der Attacke der Leichten Brigade teilnahm, errichtet.